# Scholia Sinaitica
Gli Scholia Sinaitica sono frammenti di un'opera di diritto romano in lingua greca, datata tra il 438 e il 529, in cui vengono commentati i libri 35-38 del trattato ad Sabinum di Ulpiano. I frammenti dei fogli papiracei che riportano parti dell'opera vennero scoperti dallo studioso greco Gregorios Bernardakis nel XIX secolo, in un convento del Monte Sinai.
Secondo la dottrina romanistica più autorevole, l'opera non è frutto di un solo autore, ma di diversi autori che in tempi diversi crearono l'opera di commento, non senza interpolazioni nella citazione dei testi dei giuristi romani e delle costituzioni. In dottrina si ritiene peraltro che gli autori debbano ricollegarsi alla Scuola di Berito. Al di là delle dispute sull'origine geografica dell'autore, è certo che si tratti di un autore orientale che cita numerose opere di giuristi romani e il Codice Gregoriano, il Codice Ermogeniano e il Codice Teodosiano, dimostrando una conoscenza e una disponibilità dei testi giuridici del diritto romano più ampia di quella dimostrata dagli autori contemporanei della parte occidentale dell'impero.